# Albuca hallii
Albuca hallii är en sparrisväxtart som beskrevs av U.Müll.-doblies. Albuca hallii ingår i släktet Albuca och familjen sparrisväxter. Inga underarter finns listade i Catalogue of Life.